# Kommissarin Heller: Der Beutegänger
Der Beutegänger ist die zweite Folge der Kriminalfilmreihe Kommissarin Heller mit Lisa Wagner in der Rolle der Ermittlerin. Die Erstausstrahlung erfolgte am 12. November 2014 auf ZDFneo. Der Film beschreibt die Nöte einer gestalkten Frau und gibt Einblicke in die Psyche des Täters.

## Handlung
Eine Joggerin wird von einem Spaziergänger in einer einsamen Gegend tot aufgefunden. Die Leiche wurde mit einer Blume dekoriert und wie ein Mahnmal aufgebahrt. Kurz darauf wird eine zweite junge Frau unter ähnlichen Umständen getötet. Zunächst gerät der Ehemann des ersten Opfers unter Verdacht, doch nachdem sich herausstellt, dass beide Frauen Mitglied in demselben Fitnessstudio waren, in dem Hannah Lorenz Selbstverteidigungskurse gibt, ermittelt Kommissarin Winnie Heller im Umfeld dieses Bereichs. Obwohl Hannah Lorenz zunächst angibt, selbst noch nie Opfer eines tätlichen Übergriffes gewesen zu sein, findet die Kommissarin Hinweise zu einem Stalkingfall, der zwölf Jahre zurückliegt. Diverse Indizien deuten darauf hin, dass Lorenz sich auch noch heute verfolgt und bedroht fühlt, obwohl sie dies der Polizei gegenüber leugnet. So hat sie eine Sicherheitsverriegelung an ihrer Eingangstür. Mysteriöse Blumengrüße eines Unbekannten geben Rätsel auf.
Als es eines Tages eindeutige Spuren dafür gibt, dass jemand heimlich in ihrer Wohnung gewesen ist, vertraut sie sich der Kommissarin an. Hannah Lorenz hatte vor zwölf Jahren die Bekanntschaft eines jungen Mannes namens Rafael gemacht, sich aber nur ein einziges Mal mit diesem getroffen. Von dieser Zeit an lässt er sie bis zum heutigen Tage nicht mehr in Ruhe. Kommissarin Heller vermutet, dass der Mann mit den Morden seine Macht über Hannah Lorenz demonstrieren will, und ermittelt daher gegen den seinerzeit in Verdacht geratenen Stalker. Dabei stellt sie jedoch fest, dass dieser allem Anschein nach schon vor einigen Jahren nach einem Unfall im Ausland gestorben war. Der Studienfreund Robert Jansen, ein IT-Spezialist, hatte seinerzeit die Leiche identifiziert. Heller sucht Jansen auf und kommt zu der Überzeugung, dass nicht Rafael, sondern sein Studienfreund verunglückt war, dessen Identität er seitdem angenommen hat. Um ihn aus der Reserve zu locken, konfrontiert sie Jansen mit ihrem Verdacht gegen ihn im Beisein seiner Ehefrau. Er reagiert prompt und schickt Hannah Lorenz ein Video, das er heimlich in ihrer Wohnung aufgenommen hat. Kurz darauf setzt er auch noch in einer nächtlichen Zeremonie ihr Auto in Brand, um ihr damit seine Überlegenheit zu demonstrieren. Daraufhin unternimmt sie einen Selbsttötungsversuch.
Kommissarin Heller unterschätzt Jansen, denn als sie ihn unerwartet seinem Vater gegenüberstellt, der in einem Altersheim lebt und ebenfalls die Todesnachricht erhalten hatte, bringt Jansen ihn kurze Zeit später um, damit dieser ihn nicht identifizieren kann. Hannah Lorenz dauern die Ermittlungen zu lange. Daher nimmt sie das Ganze in ihre eigene Hand, ruft Jansen an und arrangiert ein Treffen mit ihm. Zuvor überwältigt sie Heller und bemächtigt sich ihrer Dienstwaffe. Heller fährt Lorenz nach, kann aber nicht verhindern, dass die Frau Jansen erschießt.
Anhand unzähliger Filme und Fotos, die Jansen von seinen Opfern in seinem Laptop gespeichert hat, können ihm die Taten eindeutig zugeordnet werden.

## Hintergrund
Kommissarin Heller muss in dieser Folge den Tod ihrer „kleinen“ Schwester verkraften. Obwohl sich kurzfristig erste Reaktionen im Koma zeigten, die hoffnungsvoll stimmten, stirbt sie dann aber überraschend an Herzversagen.
Der Film wurde 2013 von Ziegler Film GmbH & Co. KG (Berlin + Köln) produziert. Die Dreharbeiten fanden vom 6. August bis 6. September 2013 in Berlin und Wiesbaden statt.

## Kritik
„Trotz des beängstigenden Themas, bei dem ein Mensch das Leben eines anderen buchstäblich zerstört, handelt es sich um einen handwerklich soliden Gebrauchskrimi“, schreibt TV-Kritiker Rainer Tittelbach.
„Eher gewöhnliche, oberflächliche und altmodische Samstagabendunterhaltung bei einem dennoch unterhaltsamen Fall“, urteilen Die Kritiker von Quotenmeter.de.
Die Münstersche Zeitung schreibt, Kommissarin Heller sei ein Krimi, „bei dem viel über das Privatleben der Ermittler erzählt wird“, und „stellt die Originalität der Charaktere sowie die aufwendige Kameraführung heraus“.